# パークシティ大崎 ザ タワー
パークシティ大崎 ザ タワー（パークシティおおさき ザ タワー）は、東京都品川区北品川で行われた「北品川五丁目第1地区第一種市街地再開発事業」（パークシティ大崎）で建設された超高層マンション。

## 概要
地下2階地上40階建て、総戸数734戸の共同住宅である。住宅のほか、店舗、幼保一体施設「御殿山すこやか園」が整備されている。
2階にラウンジ、キッズガーデン、フィットネス、30階にゲストルーム、ビューラウンジなどの共用施設を設けたほか、最上階に50本のオリーブを植えたスカイビューガーデンも整備した。また、御殿山すこやか園の園庭と連続する2階レベルの屋上庭園は、実のなる樹種で構成した「エディブルパーク」と呼ばれる公共空地として開放している。
第1期1・2・3次の販売価格は4,570万～1億8,500万円で、最多価格帯は9,000万円台だった。

## 歴史
- 1991年（平成3年）12月 - 小関親睦会ブロックまちづくり研究が発足。
- 1997年（平成9年）11月 - 準備組合設立。
- 2007年（平成19年）8月 - 都市計画決定。
- 2009年（平成21年）3月 - 北品川五丁目第1地区第一種市街地再開発事業組合設立。
- 2012年（平成24年）4月 - 着工。
- 2015年（平成27年）5月 - 竣工。